# Quỹ đầu tư chuyên biệt
Một quỹ đầu tư chuyên biệt hoặc SIF là một chế độ điều tiết nhẹ và hiệu quả về thuế nhằm vào một phạm vi rộng hơn của các nhà đầu tư đủ điều kiện. Loại quỹ đầu tư này được điều chỉnh bởi luật của Luxembourg ngày 13 tháng 2 năm 2007 thay thế luật năm 1991 xác định khung pháp lý cho các quỹ tổ chức và mở rộng phạm vi phân phối cho các nhà đầu tư thông thái tốt. Luật SIF đã đơn giản hóa đáng kể các quy tắc để thiết lập cấu trúc quỹ đầu tư, từ các chiến lược đầu tư đơn giản đầu tư vào chứng khoán niêm yết đến các quỹ phòng hộ, bất động sản và quỹ đầu tư tư nhân.
Vào ngày 12 tháng 7 năm 2013, chế độ SIF đã được sửa đổi bởi luật về các nhà quản lý quỹ đầu tư thay thế (luật AIFM). Do đó, luật SIF đã được chia thành hai phần:
- Quy định chung áp dụng cho tất cả các SIF;
- Các điều khoản cụ thể áp dụng cho các SIF đủ điều kiện là Quỹ đầu tư thay thế (AIF) và cần được quản lý bởi Người quản lý quỹ đầu tư thay thế được ủy quyền (AIFM).

Do định nghĩa rộng về AIF, hầu hết các SIF đều đủ điều kiện là SIF AIF.

## Đặc điểm

### Cấu trúc pháp lý
SIF có thể được cấu trúc như một:
- Một quỹ hợp đồng chung (FCP- Fond Commun de vị trí) không có tư cách pháp nhân và do đó phải được quản lý bởi một công ty quản lý;
- Một công ty đầu tư có vốn thay đổi (SICAV- société d 'Investissement à capital capital) hoặc vốn cố định (SICAF- société d'investissement à capital fixe) có thể tự quản lý hoặc quản lý bởi công ty quản lý vĩnh viễn.

SICAV hoặc SICAF có thể được thiết lập bằng các hình thức pháp lý khác nhau. Nó có thể được thành lập như một công ty TNHH đại chúng (SA), một công ty hợp danh được giới hạn bởi cổ phần (SCA), một công ty trách nhiệm hữu hạn tư nhân (SARL), một hợp tác xã dưới hình thức một công ty TNHH đại chúng (SCoSA), một công ty hợp danh (SCS) hoặc quan hệ đối tác hạn chế đặc biệt (SCSp).
Các thực thể khác nhau này có thể tạo ra các quỹ phụ với mỗi chính sách đầu tư khác nhau. Quyền của nhà đầu tư và chủ nợ liên quan đến một quỹ phụ hoặc đã phát sinh liên quan đến việc tạo ra, vận hành hoặc thanh lý quỹ phụ được giới hạn trong tài sản của quỹ phụ đó (nghĩa là Khái niệm tế bào được bảo vệ), trừ khi một điều khoản có trong các tài liệu hiến pháp quy định khác.

### Nhà đầu tư đủ điều kiện
Một quỹ được tạo ra theo luật SIF có thể được bán cho các nhà đầu tư có nhiều thông tin tốt. Theo luật SIF, một nhà đầu tư có hiểu biết là:
- Một nhà đầu tư tổ chức;
- Một nhà đầu tư chuyên nghiệp;
- Bất kỳ nhà đầu tư nào khác xác nhận bằng văn bản rằng họ là những nhà đầu tư có hiểu biết, và đầu tư tối thiểu 125.000 euro vào SIF hoặc được thẩm định bởi một tổ chức tín dụng, công ty đầu tư hoặc công ty quản lý.

### Đa dạng hóa
Cơ quan quản lý của Luxembourg (CSSF) đã ban hành một lá thư tròn ngày 30 tháng 7 năm 2007 có chứa các hướng dẫn về nguyên tắc phân tán rủi ro và hạn chế đầu tư cho các phương tiện SIF:
- Về nguyên tắc, SIF không được đầu tư thêm 30% tài sản hoặc cam kết vào chứng khoán cùng loại do cùng một tổ chức phát hành. Tuy nhiên, hạn chế này không áp dụng cho các khoản đầu tư vào chứng khoán do một quốc gia thành viên OECD hoặc chính quyền địa phương, các tổ chức hoặc tổ chức siêu quốc gia phát hành hoặc bảo đảm. cho những người có liên quan đến SIF.
- Bán khống có thể không, dẫn đến việc SIF giữ một vị trí ngắn hạn trong chứng khoán cùng loại từ cùng một công ty phát hành đại diện cho hơn 0% tài sản của mình
- Khi sử dụng các công cụ phái sinh tài chính, SIF phải đảm bảo thông qua chính sách đa dạng hóa phù hợp của các tài sản cơ bản với mức độ phân tán rủi ro tương tự. Tương tự, rủi ro đối tác trong giao dịch OTC, khi được áp dụng, phải được giới hạn liên quan đến chất lượng và trình độ của đối tác.

### Hạn chế đầu tư và đòn bẩy
Chế độ SIF cung cấp một phạm vi rộng lớn của các tài sản đủ điều kiện. Không có giới hạn đầu tư cụ thể hoặc quy tắc đòn bẩy theo Luật SIF. Đơn giản là tuyên bố rằng một SIF nên áp dụng nguyên tắc đa dạng hóa rủi ro. Do đó, tài sản có thể bao gồm trái phiếu vốn, các công cụ phái sinh, các sản phẩm có cấu trúc, bất động sản và cổ phần trong các công ty tư nhân.
CSSF có thể cung cấp miễn trừ từ những hạn chế này trên cơ sở từng trường hợp. Tuy nhiên, CSSF cũng có thể yêu cầu các hạn chế bổ sung được tuân thủ, trong trường hợp các quỹ có chính sách đầu tư cụ thể.

### Quy mô quỹ tối thiểu và cổ tức
Luật SIF đặt quy mô quỹ tối thiểu là 1,25 triệu euro, phải đạt được trong vòng 12 tháng sau khi thành lập.
Cổ phiếu phát hành của SICAV phải được đăng ký đầy đủ, nhưng chỉ 5% số tiền đăng ký phải được thanh toán bằng tiền mặt hoặc bằng các phương thức đóng góp khác.
Không có hạn chế cụ thể về việc thanh toán cổ tức. Tuy nhiên, các khoản thanh toán như vậy có thể không dẫn đến kích thước của SIF giảm xuống dưới mức tối thiểu 1,25 triệu euro.

### Định giá tài sản
Trừ khi có quy định khác trong tài liệu phát hành, việc định giá tài sản phải dựa trên giá trị hợp lý, được xác định theo các thủ tục được quy định trong các quy định quản lý (FCP) hoặc các điều khoản hợp nhất (SICAV-SICAF).

### Nhiệm vụ và thuế
Nhiệm vụ nộp đơn CSSF được cố định ở mức € 2650 cho một SIF một ngăn và 5000 € cho một SIF nhiều ngăn. Phí hàng năm CSSF được cố định ở mức € 2650 cho một SIF một ngăn và 5000 € cho một SIF nhiều ngăn.
Thuế thuê bao hàng năm là 0,01% trên giá trị tài sản ròng (NAV) phải được trả cho chính phủ Luxembourg ('kết nối thuế').

## Bổ nhiệm SIF-AIF
SIF đủ điều kiện là quỹ đầu tư thay thế theo luật AIFM phải được quản lý bởi người quản lý quỹ đầu tư thay thế được ủy quyền (AIFM) có thể được thành lập tại Luxembourg, tại một quốc gia thành viên của EU hoặc ở nước thứ ba.
Theo Luật AIFM, SIF-AIF có thể được quản lý theo hai cách khác nhau:
- nó có thể được quản lý bên ngoài thông qua việc gọi một AIFM riêng chịu trách nhiệm quản lý SIF AIF. Trong trường hợp này, cơ quan chủ quản của SIF AIF được trao quyền để gọi AIFM được ủy quyền;
- nó có thể được quản lý nội bộ. Trong trường hợp này, SIF AIF sẽ được coi là AIFM và nó sẽ được yêu cầu tuân thủ tất cả các nghĩa vụ của Luật AIFM áp dụng cho AIFM và gửi yêu cầu cho phép theo Luật AIFM.

### Chức năng lưu ký
Tiền gửi của SIF AIF phải tuân thủ chế độ lưu ký mới theo quy định của Luật AIFM.
Chế độ lưu ký mới này áp đặt các nhiệm vụ cụ thể, như sau:
- nghĩa vụ bảo vệ tài sản SIF AIFs;
- nghĩa vụ giám sát dòng tiền SIF AIFs;
- cũng như nhiệm vụ giám sát cụ thể.

Ngoài ra, chế độ trách nhiệm pháp lý đã được xem xét và củng cố bởi Luật AIFM. Việc lưu ký phải chịu trách nhiệm hoàn toàn trong trường hợp mất các công cụ tài chính bị tạm giữ và phải, không chậm trễ, trả lại các công cụ tài chính cùng loại hoặc số tiền tương ứng với SIF AIF hoặc AIFM hoạt động cho SIF AIF. Tránh hậu quả của chế độ trách nhiệm pháp lý này là rất hạn chế.
Bất kỳ tổn thất nào khác do sự bất cẩn hoặc cố ý của người gửi tiền không thực hiện đúng nghĩa vụ của mình theo Luật AIFM đều thuộc trách nhiệm của người gửi tiền.

### Chức năng định giá
Chức năng định giá (định giá tài sản và tính toán tài sản) phải được thực hiện bởi chính AIFM hoặc bởi một công ty bên ngoài sẽ chịu trách nhiệm của AIFM và phải tuân thủ đăng ký chuyên môn bắt buộc được pháp luật công nhận. Giá trị tài sản ròng (giá trị tài sản ròng) phải được tính toán ít nhất mỗi năm một lần.

### Nội dung báo cáo thường niên
SIF AIF phải tiết lộ thông tin bổ sung trong báo cáo hàng năm so với SIF, là:
- tổng số tiền thù lao mà họ đã trả cho nhân viên của mình trong năm tài chính;
- số lượng người thụ hưởng;
- mọi khoản lãi được trả bởi SIF AIF.
- tổng mức thù lao, được chia nhỏ bởi quản lý cấp cao và nhân viên AIFM có hành động có ảnh hưởng trọng yếu đến hồ sơ rủi ro của SIF AIF.

### Quản lý rủi ro
SIF đủ điều kiện là AIF phải thiết lập chức năng quản lý rủi ro được phân tách theo cấp bậc với chức năng của các đơn vị vận hành. Một hệ thống quản lý rủi ro đầy đủ phải được triển khai để xác định, đo lường, quản lý và giám sát một cách thích hợp tất cả các rủi ro đầu tư phát sinh thông qua chiến lược đầu tư SIF AIF.

## 3. Tiếp thị
Các quy tắc tiếp thị có thể thực hiện khác nhau tùy thuộc vào việc SIF có phải là SIF AIF hay không:

### SIF AIF
Chỉ các SIF AIF được quản lý bởi AIFM được ủy quyền của EU được hưởng lợi từ hộ chiếu cho phép AIFM tiếp thị SIF trong EU.
Việc tiếp thị SIF AIF bên ngoài hoặc bên trong Châu Âu tới các nhà đầu tư có hiểu biết, không đủ điều kiện là nhà đầu tư chuyên nghiệp, đòi hỏi phải tuân thủ NPR (quy tắc đặt riêng tư quốc gia) của mỗi quốc gia nơi tiếp thị như vậy được thực hiện.

### Các SIF khác
Các SIF không thuộc Luật AIFM không được hưởng lợi từ hộ chiếu EU để tiếp thị cổ phần hoặc đơn vị của họ và do đó vẫn phải tuân theo NPR của mỗi quốc gia nơi SIF dự định được bán trên thị trường.